# Света Петка (Чанище)
„Света Петка“ (на македонска литературна норма: „Света Петка“) е възрожденска църква в мариовското село Чанище, Северна Македония, част от Прилепецко-Витолищката енория на Преспанско-Пелагонийската епархия на Македонската православна църква – Охридска архиепископия.
Църквата е манастирски храм и е разположена на 200 m южно от селото. Изградена е върху основите на средновековен храм.